# Rue Corvetto
Pour les articles homonymes, voir Corvetto.
La rue Corvetto est une voie du 8e arrondissement de Paris.

## Situation et accès
Elle commence au 6, rue Treilhard et se termine au 17, rue de Lisbonne.

## Origine du nom

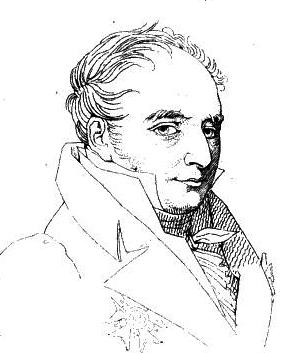
Louis-Emmanuel Corvetto.

Elle porte le nom du comte Louis-Emmanuel Corvetto (1756-1821), ministre des Finances sous la Restauration.

## Historique
Cette voie ouverte en 1864, prend sa dénomination actuelle par un décret du 2 mars 1867.

## Bâtiments remarquables et lieux de mémoire
- Nos 1-7 : marché de l'Europe (voir « rue Treilhard »), remplacé en 1973 par un vaste bâtiment par l’architecte Pierre Dufau[1].

## Sources
- Félix de Rochegude, Promenades dans toutes les rues de Paris. VIIIe arrondissement, Paris, Hachette, 1910.